# Jaume Duch Guillot
Jaume Duch i Guillot (Barcellona, 4 febbraio 1962) è un avvocato spagnolo, portavoce del Parlamento Europeo, una funzione che ha svolto ad interim dal luglio 2006 e permanentemente dal luglio 2008.

## Funzioni
In qualità di portavoce del Parlamento europeo, Duch Guillot risponde alle domande dei media, vale a dire attraverso i corrispondenti accreditati a Bruxelles, su argomenti riguardanti il Parlamento Europeo come istituzione. In questa veste presiede regolarmente le conferenze stampa sulle attività delle riunioni plenarie del Parlamento e sostiene il presidente del Parlamento Europeo nei suoi rapporti con i media in differenti occasioni.
Duch Guillot è inoltre responsabile della direzione dei media, nell'ambito della direzione generale della comunicazione del parlamento, compreso il servizio stampa, l'unità di web comunicazione, il servizio audiovisivo e EuroparlTV, la televisione sul web del Parlamento.

## Carriera
Prima di diventare portavoce e direttore dei media, Duch Guillot era a capo dell'unità stampa (1999-2006) ed è stato consigliere stampa e membro di Gabinetto dell'allora presidente del Parlamento Europeo, José María Gil-Robles.
Ha iniziato la sua carriera all'interno del Parlamento come funzionario nel 1990. In precedenza ha ricoperto la funzione di assistente di un membro del Parlamento Europeo (1987-1989) appartenente a un partito catalano e professore associato di diritto pubblico internazionale e diritto europeo presso l'Università di Barcellona(1986-1990).
Duch Guillot parla spagnolo, catalano, francese, inglese e italiano. È sposato, ha tre figli e vive a Bruxelles. Ha pubblicato diversi articoli su argomenti riguardanti l'Unione europea e la comunicazione.